# Felicidade interna bruta

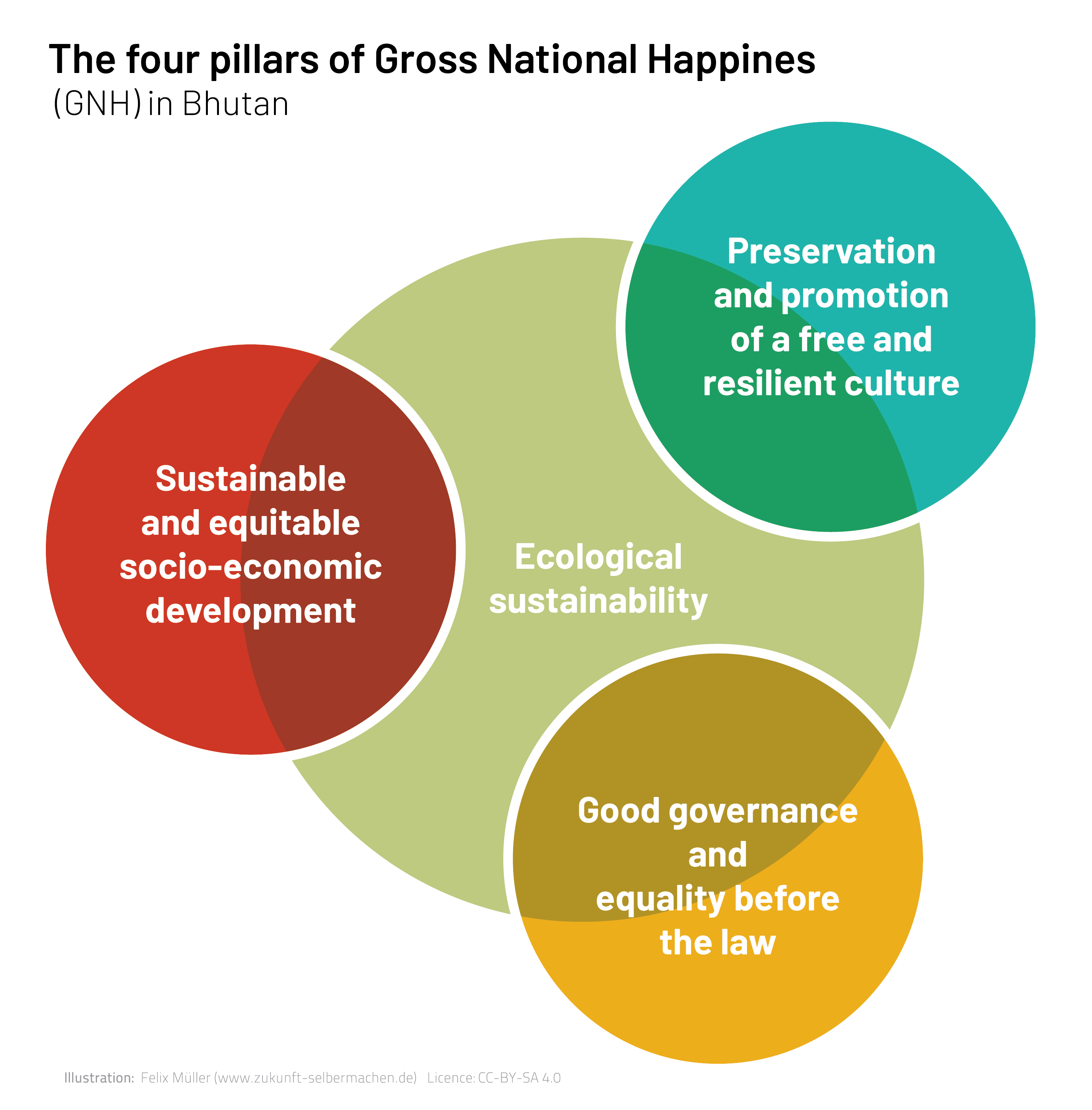
Quatro pilares da Felicidade Interna Bruta

A felicidade interna bruta (FIB) ou Gross National Happiness (GNH) é um conceito de desenvolvimento social criado em contrapartida ao produto interno bruto (PIB).

## Características
O termo foi criado pelo rei do Butão Jigme Singye Wangchuck, em 1972, em resposta a críticas que afirmavam que a economia do seu país crescia miseravelmente. Esta criação assinalou o seu compromisso de construir uma economia adaptada à cultura do país, baseada nos valores espirituais budistas. Assim como diversos outros valores morais, o conceito de Felicidade Interna Bruta é mais facilmente entendido a partir de comparações e exemplos do que definido especificamente. 
Enquanto os modelos tradicionais de desenvolvimento têm como objectivo primordial o crescimento económico, o conceito de FIB baseia-se no princípio de que o verdadeiro desenvolvimento de uma sociedade humana surge quando o desenvolvimento espiritual e o desenvolvimento material são simultâneos, assim se complementando e reforçando mutuamente.

## Os pilares da FIB
- Promoção do desenvolvimento Educacional para a Inclusão Social;
- Preservação e promoção dos Valores Culturais;
- Resiliência Ecológica na base do Desenvolvimento Sustentável;
- Estabelecimento da Boa Governança;
- Preservação dos Valores capazes de garantirem a Vitalidade Comunitária;
- Saúde na Garantia da Vida;
- Desenvolvimento Sustentável para a Inclusão e potencialização do Padrão de Vida;
- Diminuição da jornada de trabalho na promoção do tempo livre e do Lazer;
- Estimulo à participação em atividades esportivas;
- Igualdade entre gêneros e liberdade de pensamento.